# سیارک ۷۵۸

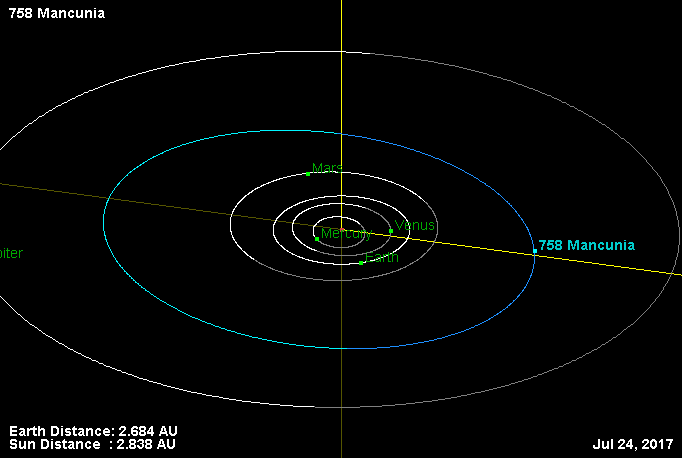
نمایی از محل قرارگیری ۷۵۸ سیارک در مدار - ۲۰۱۷

سیارک ۷۵۸ (به انگلیسی: 758 Mancunia، نامگذاری:1912PE) هفتصد و پنجاه و هشتمین سیارک کشف شده‌است که در ۱۸ مه ۱۹۱۲ کشف شد.
قدر مطلق سیارک برابر ۸٫۱۶ است.